# شایعه (فیلم)
«شایعه» (انگلیسی: Rumors (film)) یک فیلم است که در سال ۱۹۴۳ منتشر شد. از بازیگران آن می‌توان به مل بلانک، فرانک گراهام، و مایکل مالت اشاره کرد.